# Charles Turban
Pour les articles homonymes, voir Turban (homonymie).
Charles Paul Turban, mieux connu sous le nom de Charles Turban, né le 3 octobre 1845, à Strasbourg, décédé le 10 mai 1905 à Paris (9e arrondissement) est un clarinettiste français.

## Biographie
Charles Turban étudie au Conservatoire de Paris auprès de Hyacinthe Klosé où il obtient un premier prix de clarinette en 1865. Il commence sa carrière dans l’orchestre du Théâtre du Gymnase puis dans celui du Théâtre-Italien. À partir de 1868, il rejoint l’orchestre de l’Opéra de Paris et l'Orchestre de la Société des concerts du Conservatoire où il devient clarinette-solo. 
Dans la mouvance de diffusion dans l’espace public de la musique de chambre pour cordes, initiée par Pierre Baillot à la fin du Premier Empire, il devient membre de la Société des quintettes harmoniques fondée en 1869 par l’organiste Adolphe Populus qui adresse la musique de chambre pour instruments à vent et qui se produit aussi bien en France qu’à l’étranger (Suisse, Angleterre, Allemagne et Russie). 
Il participe également aux concerts Danbé en 1870 puis aux concerts de l'orchestre Pasdeloup (1878, 1881). 
Avec Paul Taffanel à la flûte, ils cofondent en 1879 la Société de musique de chambre pour instruments à vent .
Il crée de nombreuses pièces, notamment :
- le Carnaval des animaux de Camille Saint-Saëns en 1886, en privé, chez le violoncelliste Charles Joseph Lebouc avec Paul Taffanel à la flûte, Louis Diémer et le compositeur aux deux pianos[9];
- la Petite Symphonie pour instruments à vent de Charles Gounod.

En 1887, Saint-Saëns l'emmène à Saint-Pétersburg pour créer sa pièce Caprice sur des airs danois et russes pour flûte, hautbois, clarinette et piano, op. 79, avec Taffanel à la flûte et Georges Gillet au hautbois.
Il devient professeur de clarinette au Conservatoire en 1900 où il forme de nombreux élèves (Auguste Périer, Gaston Hamelin...). Il prend sa retraite de l’orchestre de l’Opéra de Paris en 1901 et décède d’une crise cardiaque le 10 mai 1905.
Il est le dédicataire de nombreuses œuvres, comme :
- Sonate op. 67 de Théodore Gouvy (1880).
- Canzonetta op. 19 de Gabriel Pierné (1888).
- Solo de concours pour clarinette avec accompagnement de piano d'Henri Rabaud (concours du Conservatoire national de musique de Paris, 1901).
- Sarabande et Thème varié de Reynaldo Hahn (1903).
- Mélodie et scherzetto op. 68 d'Arthur Coquard (1904).